# Королёв, Андрей Викторович
Андрей Викторович Королёв (род. 1 января 1970, Саратов) — советский и российский хоккеист, нападающий. Тренер

## Биография
Воспитанник саратовского «Кристалла», за который провёл практически всю профессиональную карьеру в сезонах 1988/89 — 1994/95, 1996/97 — 1997/98, 2000/01 — 2003/04. В сезоне 1995/96 играл за шведский «Вестерос», в сезоне 1999/2000 — за петербургский СКА.
С 2006 года — тренер в системе «Кристалла».